# Hausham
Hausham è un comune tedesco di 8 444 abitanti, situato nel land della Baviera.

## Storia

### Simboli
Lo stemma civico è in uso dal 1911 e riprende il blasone dei signori di Waldeck (d'argento, a due bastoni di rosso, passati in decusse, sormontati da mezza aquila dello stesso, rostrata d'oro) il cui ramo principale si è estinse nel 1483. La mezza aquila è una forma ridotta dell'aquila imperiale e richiama i legami speciali dei Waldeck con l'Impero. I bastoni incrociati simboleggiano il potere giurisdizionale esercitato dai Waldeck.

## Amministrazione

### Gemellaggi
- Levico Terme, dal 1959[4]
- Seiersberg, dal 1990